# بیدری گارسیا
بیدری گارسیا (انگلیسی: Bidari García؛ زادهٔ ۲۷ نوامبر ۱۹۸۹) بازیکن فوتبال اهل اسپانیا است.
از باشگاه‌هایی که در آن بازی کرده‌است می‌توان به باشگاه فوتبال لگانس و باشگاه فوتبال اتنیکوس اچنا اشاره کرد.